# Ягуново (Кемеровская область)
Ягуново — посёлок в Кемеровском районе Кемеровской области. Является административным центром Ягуновского сельского поселения.
Код ОКАТО — 32207844001.

## География
Село находится в 5 км от южных окраин города Кемерово.

## История
Село было основано в 1615 году

## Население
| 2010 |
| ---- |
| 2471 |

### Улицы
| - ул. Асиновская - ул. Весенняя - ул. Весенняя 2-я - ул. Заречная - пер. Заречный 1-й - пер. Заречный 2-й - ул. Инициативная - ул. Лесная | Полевая | - ул. Молодёжная - ул. Новая - ул. Озерная - пер. Озерный - ул. Рабочая - ул. Рыбхоз - ул. Садовая - пер. Садовый | - ул. Солнечная - ул. Трудовая - ул. Угловая - ул. Цветочная - ул. Целинная - ул. Центральная - ул. Школьная - ул. Кирпичная |
| |         | | |

## Экономическая деятельность
Основным видом экономической деятельности на территории поселения является личное подсобное хозяйство (дачный поселок). Активно развивается малый бизнес в сфере торговли продуктами питания  и продукцией деревообработки.

## Транспорт
Общественный транспорт представлен автобусными и таксомоторными маршрутами.
Автобусный маршрут:
- №106: д/п Вокзал — с. Ягуново